# Malwa (Gorki)

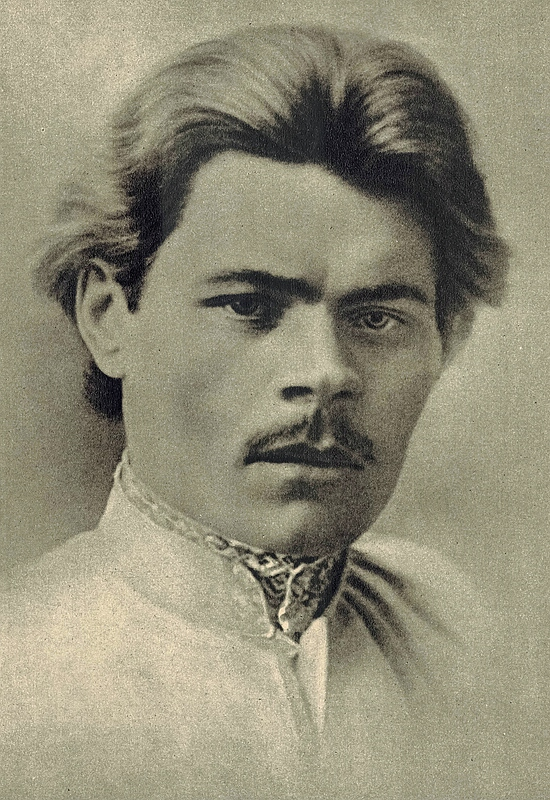
Gorki anno 1889

Malwa (russisch Мальва) ist eine Erzählung des russischen Schriftstellers Maxim Gorki, die im Herbst 1897 in der Zeitschrift Sewerny Westnik erschien. 
Eine Übertragung ins Deutsche von Carl Grünfeld kam um 1905 in Dresden heraus.

## Inhalt
Der 45-jährige Bauer  Wassili Legostew hat Haus und Hof verlassen. Draußen auf einer Landzunge vor der Küste ist er als Wächter für den Fischereibetrieb Grebenschtschikow tätig. Der Sonntag, an dem die Erzählung einsetzt, verläuft nicht wie erhofft. Zwar nähert sich das Ruderboot mit Malwa von der Küste her, doch die Geliebte bringt Wassilis 21-jährigen Sohn Jakow mit. Der junge Bursche will die Mutter daheim in der völlig heruntergekommenen Landwirtschaft für ein Vierteljahr alleinlassen und als Störfischer Geld verdienen. Ohne eine kleine Finanzspritze ist der Bauernhof höchstwahrscheinlich nicht mehr zu retten.
Als Jakow bewirtet worden ist, schläft er erst einmal aus. Wassili zieht sich mit der schönen Malwa zu einem Schäferstündchen zurück. Daraus wird nichts. Malwa gibt sich auf einmal aufmüpfig und wird dafür „mit schweren Schlägen“ traktiert. Da Malwa keine Ehefrau ist, muss sie sich das nicht gefallen lassen und schwört Rache: „Wie ich es dir vergelten werde!“
Jakow macht sich an Malwa heran. Die Frau, die schon einmal ein Kind gehabt hatte, weist ihn zunächst ab. Jakow verdient als Fischer Geld. Der im Fischereibetrieb herumlungernde Landstreicher Sergei, ein „unangenehmer rothaariger Mensch“ aus Uglitsch, borgt sich für seine Trinkerei bei Jakow Geld. Im Beisein Jakows lehnt Malwa das Heiratsgesuch des zerlumpten Trinkers lachend ab. Auch mit Jakow möchte sich Malwa nicht näher einlassen.
Jakow beschleicht ein neues Gefühl. Er hat auf einmal eine starke Abneigung gegen den Vater. Sergei fordert seinen Freund Wassili auf, den Sohn Jakow zu verprügeln, denn es geht nicht an, dass der Grünschnabel auch noch hinter Malwa her ist. 
Wassili muss konstatieren, er hat es mit zwei Nebenbuhlern zu tun.
Malwa erzählt Sergei von den Hieben, die sie von Wassili bezogen hat. Als Landstreicher kann Sergei die Bauern nicht leiden. Er rät Malwa, sie solle Vater und Sohn gegeneinanderhetzen: „Mag doch sein Sohn ihm die Schläge heimzahlen.“
Gesagt, getan. Malwa hält den werbenden Jakow ein klein wenig auf Distanz, macht ihm aber gleichzeitig Aussichten, worauf er sich ihren Besitz heftig wünscht und er im Vater das Einzelhindernis sieht. Während der unausweichlichen tätlichen Auseinandersetzung zwischen Vater und Sohn wehrt Jakow die Schläge des Vaters ab und macht sich davon. Als Wassili allein auf der Landzunge zurückbleibt, geht er in sich: Fünfzehn Jahre hat er mit seiner Frau den Hof bewirtschaftet, bevor er einer Dirne wegen Reißaus nahm. Wassili marschiert zur Ehefrau in sein Dorf Maslo zurück. Sergei übernimmt den vakanten Wächterposten auf der Landzunge. Malwa folgt dem Landstreicher. Jakow, der sich den beiden nähert, hat bei Malwa gegen den drahtigen Sergei keine Chance.

## Verfilmung
- 1956, Sowjetunion: Der Film Malwa von Wladimir Braun entstand unter Verwendung der beiden Gorkischen Texte Malwa und Zwei Barfüßler (russ. Два босяка, Dwa bosjaka[2]). In der Titelrolle trat Dzidra Ritenberga auf. Pawel Ussownitschenko spielte den Wassili, Anatoli Ignatjew dessen Sohn Jakow und Gennadi Juchtin den Sergei.[3]

## Deutschsprachige Ausgaben
- Malwa. Novelle. Aus dem Russischen von Carl Grünfeld. Max Fischers Verlagsbuchhandlung, Dresden um 1905. 112 Seiten
- Malwa. Novelle. Aus dem Russischen von Arthur Luther. Insel-Bücherei Nr. 404, Leipzig 1929, 69 Seiten
- Der Landstreicher und andere Erzählungen (enthält noch: Die alte Isergil. Malwa. Sechsundzwanzig und eine. Gewesene Leute). Aus dem Russischen von Arthur Luther. Mit einer Einführung von Stefan Zweig und Illustrationen von Theodor Eberle. Insel Verlag, Frankfurt am Main und Leipzig 1998. 309 Seiten. ISBN 978-3-458-33919-9

### Verwendete Ausgabe
- Malwa. Deutsch von Irene Müller. S. 260–311 in: Maxim Gorki: Erzählungen. Dritter Band. 535 Seiten. Aufbau-Verlag, Berlin 1954